# GPX
GPX（英語：GPS eXchange Format，GPS交换格式）是一个XML格式，为应用软件设计的通用GPS数据格式。
它可以用来描述路点、轨迹、路程。这个格式是免费的，可以在不需要付任何许可费用的前提下使用。它的标签保存位置，海拔和时间，可以用来在不同的GPS设备和软件之间交换数据。如查看轨迹、在照片的exif数据中嵌入地理数据。

## 数据类型

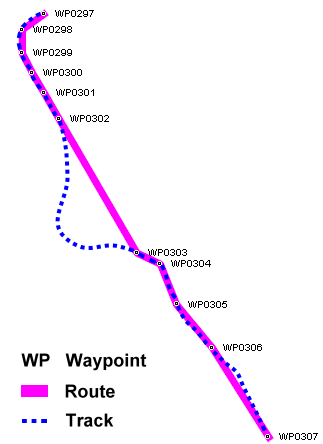

GPX檔案格式（GPS Exchange Format）是XML格式的一種，專門用來儲存地理資訊。 一個GPX檔案當中可能包含一些路點（waypoint）及一些軌跡點（trackpoint）。 以全球定位系统（GPS裝置）所產生的GPX檔為例， 路點可能是各自獨立互不相干的重要標記點， 例如照相的地點或使用者手動標記的休息站或路口等等；至於GPS裝置自動定時記錄的則是軌跡點。 有順序的一串軌跡點構成一個轨迹（track）或者路程（route）。轨迹是一个人曾经走过的记录，可能包含走錯的路等等；路程則經常是建議未來用路人可以走的路徑。所以，一般来讲，轨迹里的点，包含时间信息，路程里的点，則没有时间信息。
GPX文件內的點，至少要包含经纬度座标兩項資訊；其它欄位都是可有可無的。

## 示例
下面这个GPX文件（局部）是由Garmin Oregon 400t手持GPS设备产生，这个文件展示了GPX格式的功能。
```
<?xml version="1.0" encoding="UTF-8" standalone="no" ?>

<gpx
 
xmlns=
"http://www.topografix.com/GPX/1/1"
 
xmlns:gpxx=
"http://www.garmin.com/xmlschemas/GpxExtensions/v3"
 
xmlns:gpxtpx=
"http://www.garmin.com/xmlschemas/TrackPointExtension/v1"
 
creator=
"Oregon 400t"
 
version=
"1.1"
 
xmlns:xsi=
"http://www.w3.org/2001/XMLSchema-instance"
 
xsi:schemaLocation=
"http://www.topografix.com/GPX/1/1 http://www.topografix.com/GPX/1/1/gpx.xsd http://www.garmin.com/xmlschemas/GpxExtensions/v3 http://www.garmin.com/xmlschemas/GpxExtensionsv3.xsd http://www.garmin.com/xmlschemas/TrackPointExtension/v1 http://www.garmin.com/xmlschemas/TrackPointExtensionv1.xsd"
>

  
<metadata>

    
<link
 
href=
"http://www.garmin.com"
>

      
<text>
Garmin
 
International
</text>

    
</link>

    
<time>
2009-10-17T22:58:43Z
</time>

  
</metadata>

  
<trk>

    
<name>
Example
 
GPX
 
Document
</name>

    
<trkseg>

      
<trkpt
 
lat=
"47.644548"
 
lon=
"-122.326897"
>

        
<ele>
4.46
</ele>

        
<time>
2009-10-17T18:37:26Z
</time>

      
</trkpt>

      
<trkpt
 
lat=
"47.644548"
 
lon=
"-122.326897"
>

        
<ele>
4.94
</ele>

        
<time>
2009-10-17T18:37:31Z
</time>

      
</trkpt>

      
<trkpt
 
lat=
"47.644548"
 
lon=
"-122.326897"
>

        
<ele>
6.87
</ele>

        
<time>
2009-10-17T18:37:34Z
</time>

      
</trkpt>

    
</trkseg>

  
</trk>

</gpx>

```